# Ádám László (újságíró)
Ádám László, 1914-ig Kohn László (Vác, 1899. március 15. – Budapest, 1976. október 21.) újságíró, közgazdász.

## Életpályája
Kohn Jakab (1862–1932) ügyvéd és Neuwirth Gizella (1875–1920) gyermekeként született. 1920 és 1922 között statisztikusként dolgozott, majd 1922-től 1926-ig az Országos Magyar Kereskedelmi Egyesülés titkára, illetve gazdasági lapok külső munkatársa volt. 1928 és 1932 között a Pesti Napló tudósítójaként működött. Az 1930-as években csatlakozott a Népszava szerkesztőségéhez és évekig vezette a Népakarat című lap közgazdasági rovatát. A második világháború után a Szocializmus és a Gazdaság című lapok munkatársa volt. 1948-tól 1961-es nyugdíjazásáig a Népszava külpolitikai rovatát vezette. Az 1950-es évektől jelentek meg a műszaki fejlesztés és az újító mozgalom körét felölelő cikkei a Közgazdasági Szemlében, a Magyar Kémikusok Lapjában és a Magyar Sajtóban. Tagja volt a Magyar Újságírók Országos Szövetsége közgazdasági szakosztályának.
Felesége Polgár Magdolna volt, Polgár Lajos és Benedek Franciska lánya, akivel 1925. január 12-én Budapesten, a Ferencvárosban kötött házasságot.
Hetvenhét éves korában hunyt el. A Farkasréti temetőben nyugszik.

## Főbb művei
- Szocializmus és a kisparasztság (Szocializmus, 1947)
- Új újítómozgalom és a műszaki fejlesztési terv kölcsönhatása (Többtermelés, 1951)
- Mibe kerül? Fogyasztói árpolitikánkról (Budapest, 1964)
- Miből élünk? A nemzeti jövedelem termeléséről és felhasználásáról (Budapest, 1965)